# Белорусы в дальневосточных конфликтах СССР
Белорусы принимали активное участие в дальневосточных военных конфликтах СССР. В роли военных советников, специалистов и военнослужащих регулярных частей они сражались в Японо-китайской войне, у озера Хасан и на реке Халхин-Гол, Советско-японской, Корейской и Вьетнамской войнах. Девять уроженцев Белоруссии были удостоены звания Героя Советского Союза за участие в боевых действиях в регионе.

## Японо-китайская война
В Китай были командированы советники и инструкторы, которые работали как в центральных военных структурах, так и непосредственно в войсках. Некоторое время советский контингент возглавлял Кузьма Качанов (Теляки, Поставский район). Уроженцы Белоруссии заняли и другие ключевые посты. Так, например, в октябре 1938 года Зелик Иоффе (этнический еврей из Дашковки, Могилёвский район) стал главным инженером 2925-километровой автомобильной трассы от станции Сары-Озек в Казахстане через синьцзянские города Урумчи и Кульджа до конечного пункта в Ланьчжоу, по которой доставлялась военная помощь. Непосредственное участие в эксплуатации трассы и обеспечении её безопасности принимал Кирилл Орловский (Мышковичи, Кировский район). Его главной задачей были разведывательные поездки по трассе и борьба с диверсантами, поскольку в этом районе проживало большое количество бывших белогвардейцев-эмигрантов и действовала японская диверсионная группа, которая несколько раз нападала на Кульджу. Для оперативного прикрытия Орловского назначили заместителем начальника местной перевалочной авиабазы.
В ноябре 1937 года в Нанкин прибыла первая группа советских авиаторов. Среди них был Фёдор Добыш (Кохоново, Кричевский район), направленный инструктором для обучения китайских пилотов бомбардировщиков. К концу декабря он подготовил группу в 45 человек. Кроме того, вплоть до июня 1938 года, Добыш принимал участие в боях в качестве командира бомбардировочного авиаотряда. В ходе воздушного боя над Ханькоу 29 апреля 1938 года отличился Сергей Грицевец (Боровцы, Барановичский район). В тот день советские авиаторы предотвратили массированный бомбардировочный удар по городу, сбив 21 самолёт из 54, участвовавших в налёте.
Двое лётчиков-белорусов, сражавшихся в Китае, удостоены звания Героя Советского Союза. Первым был Алексей Благовещенский (Брест). В «горячей точке» служил с января 1938 года. Сперва командовал авиаэскадрильей, затем – Наньчанской истребительной авиагруппой. Совершил 73—117 боевых вылетов на истребителях И-15 и И-16, провёл 11—40 воздушных боёв, в которых сбил лично 7 и в составе группы 16—20 самолётов противника. После звание получил Евгений Николаенко (Удога, Чериковский район), прибывший в Китай весной 1938 года. Командовал истребительной эскадрильей. Сбил 6 лично и ещё 10 самолетов в составе группы.
За 1937–1941 годы на территории Китая погибли в воздушных боях и авиакатастрофах свыше 200 советских лётчиков, среди которых, как установила Ирина Воронкова, было как минимум 4 белоруса: 26 июля 1938 года — младший командир Подвальский (погиб в районе города Аньцинь провинции Аньхой), 1 января — младший командир Гришаев и воентехник 2-го ранга Шевцов (оба похоронены в городе Ханьчжун провинции Шэньси), 2 января 1940 года — воентехник 1-го ранга Кокин (похоронен в уезде Баоцин провинции Хэйлунцзян). Сайт посольства РБ в КНР дополнил данный перечень следующими именами: Иван Бабашкин (Борисов), Егор Брилёв (Белыничский район), Михаил Назарук (Уручье, теперь часть Минска), Георгий Петрович (Минск), Виктор Шестаков (Могилёв), Николай Тельнов (возможно, Орша).

## Советско-японские конфликты

### Бои на озере Хасан
В наступлении у озера Хасан 2 августа 1938 года в составе 40-й стрелковой дивизии 39-го стрелкового корпуса 1-й Приморской армии приняли участие лейтенанты К. Волков и И. Лемешко (оба Гомель и оба позже погибли). В атаке 6 августа задействованы новые дивизии, включая 32-ю, чьим инструктором политотдела был Е. Бакштаев (Толочинский район), и 39-ю, в которой на должности начштаба находился А. Батюня (Курганы, Кировский район). Кроме того, с воздуха их поддерживали лётчики 2-й воздушной армии: ранее упомянутый Благовещенский, А. Белявский (?), М. Миронович (Логойск), П. Пилютов (Рогачёвский район), Л. Бляхер (Орша, погиб в ходе авианалёта). От гаубичного полка 40-й стрелковой дивизии сражались А. Асташёнок (Червенский район), К. Обметка (Смолевичский район), атрчастей 32-й дивизии — К. Мельченко (ранен в ногу), Позняк, Галушкевич (все трое Мозырь). Непосредственно в атаку пошли механик-водитель 2-й механизированной бригады В. Асташёнок и красноармеец 121-го кавалерийского полка Д. Житковский (оба Толочинский район и оба погибли). В стычках последующих четырёх дней участвовали Н. Шебеко (Толочинский район), И. Миловидов (Верхнедвинский район), М. Вавилов (Полоцк), К. Егоров (Орша), Ф. Крылович (Минск), Г. Борисенок (Минский район), А. Жевняк (Хойникский район), А. Третьяков (Наровлянский район), С. Харламчук (Калинковичский район), С. Новосельцев (Чаусский район), И. Смоликов (Костюковичский район) и многие другие.
В боях 8–9 августа за высоты у озера отличился Н. Жерносенко. В первую годовщину хасанских событий газета «Советская Белоруссия» опубликовала статью про бойца, подчеркнув, что он был «первым красным пулемётчиком на высоте Пулемётной… а когда на сопке Заозёрной взвился красный флаг победы, Жерносенко была вверена охрана высоты».  Также на Хасане сражались Ф. Биндалов (Холопеничский район, ранен в боях), И. Беспалов (Бобруйский район, ранен в ногу), З. Козел. В боях, без учёта упомянутых Волкова, Лемешко, Житковского и Асташёнка, погибли красноармейцы З. Щербаков и Т. Поверенный (оба Добрушский район), Е. Лаптев (Дубровенский район), А. Балащенко и М. Черношей (оба Речицкий район), С. Левченко (Комаринский район), П. Ходатович (Чашники), А. Доронин, И. Лисецкий и П. Шман (все три Сенненский район), старший лейтенант Б. Шейнкман (Наровлянский район) и другие. Кроме того, белорусы находились и в небоевых частях. Так, например, бригаду кораблей Тихоокеанского флота, обеспечивавшей доставку грузов, возглавлял капитан 1-го ранга М. Скрыганов (Жлобинский район). От инженерных войск в зоне боевых действий находился майор А. Голдович (Борисов), служивший в штабе 39-го стрелкового корпуса. В службе обеспечения тыла КДФ участвовал в событиях С. Кресик (Минск).

### Бои на реке Халхин-Гол
В числе первых участников боёв был начальник разведывательной части штаба Отдельной мотоброневой бригады С. Вершкович (Сельце, Сморгонский район). 29 мая в Монголию направили 48 лётчиков и авиаспециалистов, в том числе ранее упомянутый С. Грицевец, который за особые заслуги в боях на Халхин-Голе удостоен звания Героя Советского Союза. Вместе с ним туда направился авиатор П. Смоляков (Буда, Чаусский район). Вскоре началась переброска частей из Белорусского военного округа. В июле сюда прибыл лётчик А. Антоненко (Васьковичи, Витебский район).
В период с 3 по 5 июля в «горячей точке» погибли старшие лейтенанты С. Кленов (Кричев) и П. Петруненко (Иванки, Брагинский район), младший командир Т. Бакунов (Волкулаково, Дубровенский район), старшина П. Прудников (Новый Дедин, Климовичский район), красноармейцы А. Прощаев (Малая Дятель, Дубровенский район), А. Сачонок (Довляды, Наровлянский район) и другие. 20 августа из числа бойцов 36-й Забайкальской и 82-й стрелковых дивизий погибли лейтенант П. Пинчук (Заречка, Петриковский район), курсант А. Гриневич (Дзержинск), красноармеец М. Ионин (Обали, Любанский район) и другие. В ходе решающего наступления 21–29 августа погибло ещё больше белорусов: старший лейтенант А. Тарасов (Борисов); лейтенанты И. Ревяков (Жлобин), Ф. Павленко (Гдень, Брагинский район), Н. Константинов (Витебск); младшие командиры И. Боровиков (Гомель), Ф. Гоголь (Луговая, Толочинский район); старшина Я. Сидоренко (Каничи, Костюковичский район); красноармейцы В. Вейс (Бобруйск), И. Шпаньков (Новая Буда, Гомельский район), С. Гостинов (Яченко, Узденский район), Н. Сплензер (Поповцы, Краснослободский район), Я. Глезер (Слуцк), Ермак (Малые Зимовищи, Мозырский район), Г. Харчаковский (Крупка, Лельчицкий район), А. Голубовский (Толочин) и другие.
Орденами Ленина были посмертно награждены старший лейтенант 9-й мотоброневой бригады Е. Кореняко (Минск), лейтенант 150-го смешанного авиаполка Е. Волков (Селец, Буда-Кошелевский район), старшины 56-го скоростного бомбардировочного авиаполка С. Краско (Гарани, Бешенковичский район) и А. Шипкевич (Леонтьевичи, Минский район). Кроме них, в боях участвовали артиллерист И. Богушевич (Минск), летчик Я. Гончаров (Козловка, Мстиславский район), Н. Шутт (Плещеницы, Логойский район), пехотинцы Ф. Жгиров (Гута, Рогачёвский район), Д. Морозов (Казимировка, Лоевский район), А. Терешков (Корма, Добрушский район). Через Халхин-Гол прошёл ряд будущих генералов, в том числе В. Бибиков (Славгород), В. Бочков (Казимировская Слободка, Жлобинский район), П. Залесский (Нагорные, Мозырский район), К. Сулейков (Климовка, Гомельский район), М. Панфилович (Чаусы). Среди штабистов отметился полковник С. Любарский (Старые Пески, Берёзовский район), который участвовал в планировании августовского наступления.

### Советско-японская война
Как отметил военный историк Эммануил Иоффе, точное число белорусов-участников советско-японской не установлено. Тем не менее, основываясь на соотношении списочного состава РККА и количества военнослужащих из Белоруссии, исследователь предположил о примерно 26 % от общего числа войск. Его коллега Никита Панин, используя данную методику, высчитал, что из 1 664 500 бойцов (численность дальневосточной группировки) 64 000 — этнические белорусы и уроженцы страны разных национальностей.
В непосредственном планировании и проведении операции участвовал начальник Генерального штаба, член Ставки Верховного Главнокомандования, генерал армии Алексей Антонов (татарин-кряшен из Гродно). Среди прочих уроженцов Белоруссии на ключевых постах были: 
- генералы-полковники: член Военного совета 1-го Дальневосточного фронта Терентий Штыков (Любки, Городокский район), заместитель командующего бронетанковыми и механизированными войсками Красной Армии по артиллерии Владимир Таранович (Лунинец).
- генерал-лейтенанты: начальник штаба 25-й армии Валентин Пеньковский (Могилёв), заместитель командующего 39-й армии Забайкальского фронта Георгий Козлов (Селяхи, Брестский район), командир 2-го стрелкового корпуса Антон Лопатин (Каменка, Кобринский район), начальник артиллерии фронта генерал-лейтенант Николай Рыжий (Витебск).
- генерал-майоры: начальник штаба 1-й Краснознамённой армии генерал-майор Георгий Шелохов (Пуща, Городокский район), начальник управления политпропаганды Дальневосточного фронта Константин Остроглазов (Добруш), начальник штаба ВВС Тихоокеанского флота Борис Почиковский (Панки, Минский район), командир 18-го смешанного авиационного корпуса 10-й воздушной армии 2-го Дальневосточного фронта Василий Бибиков (упомянут ранее➤), командующий бронетанковыми и механизированными войсками 2-го Дальневосточного фронта генерал-майор Николай Радкевич (Логойск), командир 3-го корпуса ПВО в составе Приамурской армии ПВО генерал-майор Иван Лярский (Лиозно), командир 15-го корпуса ПВО Геннадий Межинский (Могилёв), член военного совета Владимир Шимко (Костюковка, Гомельский район), заместитель командира 25-го стрелкового корпуса Степан Шерстнёв (Могилёв), командир 124-й дивизии Михаил Папченко (Гайково, Чериковский район), командир дивизии на 1-м Дальневосточном фронте Яков Тимошенко (Лапени, Чаусский район), руководитель группы офицеров 2-го Дальневосточного фронта Михаил Ющкевич (Белыничи), командир 38-го стрелкового корпуса Алексей Терешков (Корма, Добрушский район).

От военно-морских сил сражались контр-адмирал Константин Сокольский (Брест), капитан 1-го ранга Наум Цирульников (Быхов), капитан-лейтенант Владимир Маркоровский (Витебск), начальник отдела химического вооружения ВМФ генерал-маойр Павел Ленькович (Козобродье, Круглянский район), морпех Александр Гарченко (?); от военно-воздушных — капитан Владимир Наржимский (Тимковичи, Копыльский район).
Из 87 военнослужащих, удостоенных Героя Советского Союза за участие в кампании против Японии, были 5 выходцев из Белоруссии: командир 12-й штурмовой авиационной дивизии ВВС Тихоокеанского флота Макар Барташов (Жлобин), командир 203-й стрелковой дивизии генерал-майор Гавриил Зданович (Кривошин, Ляховичский район), инструктор политотдела 101-й стрелковой дивизии 16-й армии 2-го Дальневосточного фронта старший лейтенант Василий Кот (Найда, Житковичский район), заместитель начальника оперативного отдела штаба армии 2-го Дальневосточного фронта подполковник Николай Лоскунов (Станиславово, Шумилинский район; погиб в ходе боёв, похоронен в уезде Фуцзинь провинции Хэйлунцзян); офицер-оператор штаба береговой обороны Петропавловской военно-морской базы Тихоокеанского флота майор Тимофей Почтарёв (Колосы, Рогачёвский район).

## Холодная война

### Корейская война
В составе советского 64-го авиакорпуса, сражавшемся на Корейском полуострове, было много соединений Белорусского военного округа: 216-я Гомельская Краснознамённая ордена Суворова истребительная авиадивизия, 190-я Полоцкая Краснознамённая ордена Кутузова истребительная авиадивизия, 18-й гвардейский Витебский дважды Краснознамённый ордена Суворова и французского креста ордена Почётного Легиона полк «Нормандия – Неман». С октября 1950 года до октября 1951 года в составе корпуса участвовали в Корейской войне 383-й и 439-й авиаполки 144-й истребительной авиадивизии ПВО, прибывшие из Барановичей. В составе корпуса находились также зенитные артиллерийские части, подразделения связи, медицинские и др.
Первое время, до ноября 1951 года, корпус входил в Оперативную группу советских ВВС в Китае. Соединение возглавлял главный военный советник НОАК генерал-полковник С. Красовский (Глухи, Быховский район).
Среди лётчиков-белорусов через Корею прошли подполковник А. Балабайкин (Воротьково, Кричевский район), капитаны И. Заплавнев (Полоцк), Б. Бокач (Краснолуки, Чашникский район), В. Лепиков (Еловец, Хотимский район), старшие лейтенанты Н. Корниенко (Никифоровка, Кормянский район), И. Гуц (Вирки, Крупский район) и другие. В числе погибших числятся 6 авиаторов: старшие лейтенанты Н. Черников (Курганье, Рогачёвский район), В. Шебеко (Яновичи, Витебский район), В. Шмагунов (Тёмный Лес, Дрибинский район), С. Язев (Гнездилово, Бешенковичский район), К. Пронин (Гомель), Е. Стельмах (Вязовница, Осиповичский район). Последний посмертно удостоен звания Героя Советского Союза. В ходе отражения авиационных налётов противника погибли также: зенитчик рядовой С. Дмитрук (Калушня, Каменецкий район), телефонист рядовой В. Миклуш (Блужа, Пуховичский район), телеграфист ефрейтор В. Селиванов (Оршанский район). Скончались от заболеваний: начальник метеорологической службы 50-й авиадивизии майор И. Насевич (Васильчицы, Копыльский район) и шофёр кислорододобывающей станции рядовой В. Жигарев/Жихарев (Гомель). 27 июня 1953 года при крушении пассажирского самолёта, атакованного ВВС США, погиб старший лейтенант 1534-го минно-торпедного авиаполка Военно-воздушных сил Тихоокеанского флота Я. Леках (Бобруйск).

### Вьетнамская война
В современной Белоруссии редко говорят об участии соотечественников во Вьетнамской войне. Известно, что один уроженец страны погиб от взрыва авиационной бомбы 9 сентября 1972 года. Им был старший лейтенант, старший техник ЗРК С-75 дивизиона 285-го полка 363-й дивизии Вьетнамской народной армии Михаил Брындиков (Забычанье, Костюковичский район). Согласно Республиканской книге памяти воинов-интернационалистов на 2024 год, во Вьетнаме воевал 201 представитель Беларуси. Согласно данным Кузнецовой-Тимоновой, техник зенитно-ракетного дивизиона, подполковник Салашенко в 1973 г. был занесен в «Золотую книгу Вьетнама». Есть пример неоднократных командировок в страну: подполковник-инженер Е.И. Русаков служил во Вьетнаме в 1968—1969 и 1973—1974.
В 2007 году издание «СБ. Беларусь сегодня» опубликовало беседу с неким зенитчиков Александром Яковлевым, побывавшем в «горячей точке» в конце 60-х. Место службы — район реки Голубой, 250 км южнее города Виня, в провинции Куангбинь. В 2010 году «БелГазета» выпустила интервью с подполковников Сергеем Батаевым, служивший во Вьетнаме в 1968—69 годах. Работал как специалист по координатной системе зенитно-ракетного комплекса. В 2017 году в «KYKY» вышла статья про нескольких зенитчиков-белорусов, которые прошли через Вьетнам: офицеры ПВО Пётр Долженков (в стране работал с 1965 по 1966 как инструктор практического обучения и офицер наведения), Николай Блинков (1967—1968, военный инструктор, обучал вьетнамцев эксплуатации ЗРК С-75 «Двина»), Дмитрий Салашенко (военный инструктор во Вьетнаме с 1972 по 1973 год, помогал с обслуживанием системы ПВО С-75), сержант-срочник Виктор Васечек (во Вьетнаме с апреля по ноябрь 1966, оператор ручного сопровождения С-75).

## Память
По состоянию на 2020 год в современной КНР на государственном учёте находятся 74 могилы советских воинов, братских и одиночных. Среди них есть захоронения белорусов, которые поимённо учтены сотрудниками МИД Беларуси. К таковым объектам относятся: мемориальные парки павших героев во Внутренней Монголии, памятники в городах Ухань, Чанчунь, Нанкин, Ланьчжоу, а также шесть мемориалов в провинции Хэйлунцзян. Сотрудники белорусской дипмиссии в Китае релугярно принимают участие в церемонии возложения венков к мемориалу советским и монгольским воинам в уезде Чжанбэй городского округа Чжанцзякоу провинции Хэбэй. Дипломаты генерального консульства Беларуси в Шанхае ежегодно проводят в Нанкине церемонию возложения венков к мемориалу советским лётчикам, в том числе и уроженцам Беларуси, погибшим в 1937–1939 годах.
В мае 2015 года Председатель КНР Си Цзиньпин посетил Минск. В рамках визита он наградил 15 белорусских ветеранов, которые участвовали в советско-японской войне, медалью Мира.